# 全国中学生レスリング選手権大会
全国中学生レスリング選手権大会（ぜんこくちゅうがくせい―せんしゅけんたいかい）は、全国中学生レスリング連盟と日本レスリング協会が主催する中学生レスリングの全国大会である。毎年6月に東町運動公園体育館（アダストリアみとアリーナ）で開かれる。男子9階級・女子7階級で争われる。2015年までは茨城県立スポーツセンター体育館で開催されていた。

## 歴史
1975年に茨城県レスリング協会の沼尻直会長が中心となり第1回大会開催。沼尻は全国中学生レスリング連盟設立の際に初代会長に就任した。
2007年より沼尻直杯が大会最優秀選手に授与されている。
2014年で40回目を迎えた。
 茨城県立スポーツセンター体育館の閉館並びに後継施設建設に伴い、2016年から2018年までは水戸市民体育館で、2019年以降は茨城県立スポーツセンター体育館の後継施設であるアダストリアみとアリーナそれぞれ開催される。

## 出場資格
- 開催年の４月２日現在中学生である者
- 開催年度、日本レスリング協会に選手登録をいている者
- スポーツ傷害保険に加入している者
- 所属中学校長の承諾を得ている者

## ルール
世界レスリング連合ルール（スクールボーイ&スクールガール）による。一部、全国中学生レスリング連盟規定を適用する。全国中学生レスリング連盟の競技規定に従いトーナメント方式で行う。各階級ともフリースタイルのみで、2分2ピリオド、30秒ハーフタイムで行う（2014年現在）。

## 階級
男子フリースタイル
- 34〜38kg級
- 41kg級
- 44kg級
- 48kg級
- 52kg級
- 57kg級
- 62kg級
- 68kg級
- 75kg級
- 85kg級
- 110kg級

女子フリースタイル
- 34kg級
- 37kg級
- 42kg級
- 44kg級
- 48kg級
- 52kg級
- 57kg級
- 63kg級
- 70kg級

## その他
- 大会においてベスト８に入賞した男子選手は、翌年4月に開催される「JOC杯ジュニアオリンピック全日本ジュニアレスリング選手権大会」男子カデットの部への出場資格が与えられる。（年齢制限あり）

- 各階級の優勝者は海外遠征に派遣する場合もある。